# Finnkampen 2015
Finnkampen 2015 var den 75:e finnkampen i friidrott och avgjordes på Stockholms stadion den 12–13 september 2015. Under detta års arrangemang fyllde finnkampen 90 år.
Tävlingarna bestod av två seniorkamper mellan herrarnas och damernas respektive landslag. Dessutom avgjordes två ungdomskamper för pojkar och flickor födda 1998 eller senare. 

## Seniorkampen[3]
I varje individuell gren hade nationerna tre tävlande vardera. Poängberäkningen var att ettan fick sju poäng, tvåan fick fem poäng, trean fick fyra poäng, fyran fick tre poäng, femman fick två poäng och sexan fick en poäng. I stafetterna fick vinnande nation fem poäng och tvåan fick två poäng. Poäng utdelades endast om deltagarna fullföljde grenen. 

### Herrar
Totalt 20 grenar avgjordes för herrarna.

#### Grenresultat[5][6]
| Gren           | Poäng SWE-FIN | Etta                                                                       | Tvåa                                                                    | Trea                    | Fyra                 | Femma                    | Sexa                     |
| -------------- | ------------- | -------------------------------------------------------------------------- | ----------------------------------------------------------------------- | ----------------------- | -------------------- | ------------------------ | ------------------------ |
| 100 m          | 15-7          | Sulayman Bah (SWE)                                                         | Tom Kling-Baptiste (SWE)                                                | Samuli Samuelsson (FIN) | Odain Rose (SWE)     | Hannu Hämäläinen (FIN)   | Ville Myllymäki (FIN)    |
| 100 m          | 15-7          | 10,41 s                                                                    | 10,45 s                                                                 | 10,55 s                 | 10,56 s              | 10,58 s                  | 10,78 s                  |
| 200 m          | 13-9          | Tom Kling-Baptiste (SWE)                                                   | Johan Wissman (SWE)                                                     | Samuli Samuelsson (FIN) | Roope Saarinen (FIN) | Jani Koskela (FIN)       | Alexander Brorsson (SWE) |
| 200 m          | 13-9          | 20,92 s                                                                    | 21,02 s                                                                 | 21,09 s                 | 21,38 s              | 21,46 s                  | 21,52 s                  |
| 400 m          | 16-6          | Joel Groth (SWE)                                                           | Axel Bergrahm (SWE)                                                     | Felix Francois (SWE)    | Jani Koskela (FIN)   | Joni Vainio-Kaila (FIN)  | Gustav Klingstedt (FIN)  |
| 400 m          | 16-6          | 47,45 s                                                                    | 47,85 s                                                                 | 48,27 s                 | 48,29 s              | 48,68 s                  | 49,45 s                  |
| 800 m          | 13-9          | Andreas Almgren (SWE)                                                      | Karim Mohammadi (SWE)                                                   | Ville Lampinen (FIN)    | Panu Jantunen (FIN)  | Tuomo Salonen (FIN)      | Kalle Berglund (SWE)     |
| 800 m          | 13-9          | 1.51,53                                                                    | 1.52,19                                                                 | 1.52,62                 | 1.52,92              | 1.55,48                  | 2.06,62                  |
| 1 500 m        | 16-6          | Kalle Berglund (SWE)                                                       | Staffan Ek (SWE)                                                        | Johan Walldén (SWE)     | Anders Lindahl (FIN) | Ilari Piipponen (FIN)    | Panu Jantunen (FIN)      |
| 1 500 m        | 16-6          | 3.48,98                                                                    | 3.49,07                                                                 | 3.49,15                 | 3.50,58              | 3.50,74                  | 3.51,45                  |
| 5 000 m        | 15-7          | Olle Walleräng (SWE)                                                       | Daniel Lundgren (SWE)                                                   | Ilari Piipponen (FIN)   | Robin Lindgren (SWE) | Arttu Vattulainen (FIN)  | Anders Lindahl (FIN)     |
| 5 000 m        | 15-7          | 13.57,50                                                                   | 14.02,93                                                                | 14.13,65                | 14.16,30             | 14.25,92                 | 14.39,21                 |
| 10 000 m       | 12-10         | Mikael Ekvall (SWE)                                                        | Jarkko Järvenpää (FIN)                                                  | Arttu Vattulainen (FIN) | Lars Södergård (SWE) | Andreas Åhwall (SWE)     | Henri Manninen (FIN)     |
| 10 000 m       | 12-10         | 29.31,59                                                                   | 29.35,37                                                                | 29.51,36                | 29.57,44             | 30.12,09                 | 30.36,43                 |
| 110 m häck     | 11-11         | Elmo Lakka (FIN)                                                           | Alexander Brorsson (SWE)                                                | Anton Levin (SWE)       | Arttu Hirvonen (FIN) | Philip Nossmy (SWE)      | Ville Rajala (FIN)       |
| 110 m häck     | 11-11         | 14,00 s                                                                    | 14,06 s                                                                 | 14,08 s                 | 14,12 s              | 14,18 s                  | 14,59 s                  |
| 400 m häck     | 13-9          | Joel Groth (SWE)                                                           | Joni Vainio-Kaila (FIN)                                                 | Jonathan Carbe (SWE)    | Petteri Monni (FIN)  | Isak Andersson (SWE)     | Juho Launto (FIN)        |
| 400 m häck     | 13-9          | 51,19 s                                                                    | 51,97 s                                                                 | 52,12 s                 | 52,15 s              | 54,10 s                  | 55,21 s                  |
| 3 000 m hinder | 13-9          | Daniel Lundgren (SWE)                                                      | Topi Raitanen (FIN)                                                     | Emil Blomberg (SWE)     | Jimmy Finnholm (FIN) | Vidar Johansson (SWE)    | Aki Nummela (FIN)        |
| 3 000 m hinder | 13-9          | 8.46,34                                                                    | 8.52,75                                                                 | 9.00,80                 | 9.04,28              | 9.07,73                  | 9.07,82                  |
| 4 × 100 m      | 5-2           | Sverige Austin Hamilton Sulayman Bah Tom Kling-Baptiste Alexander Brorsson | Finland Elmo Lakka Roope Saarinen Samuli Samuelsson Hannu Hämäläinen    |                         |                      |                          |                          |
| 4 × 100 m      | 5-2           | 39,81 s                                                                    | 40,36 s                                                                 |                         |                      |                          |                          |
| 4 × 400 m      | 5-2           | Sverige Axel Bergrahm Johan Wissman Felix Francois Dennis Forsman          | Finland Christoffer Envall Roope Saarinen Filiph Johansson Jani Koskela |                         |                      |                          |                          |
| 4 × 400 m      | 5-2           | 3.10,18                                                                    | 3.17,62                                                                 |                         |                      |                          |                          |
| Höjdhopp       | 12-10         | Jussi Viita (FIN)                                                          | Fredrik Löfgren (SWE)                                                   | Mehdi Katib (SWE)       | Fabian Delryd (SWE)  | Mauri Kaattari (FIN)     | Richard Östman (FIN)     |
| Höjdhopp       | 12-10         | 2,15 m                                                                     | 2,12 m                                                                  | 2,12 m                  | 2,09 m               | 2,09 m                   | 2,05 m                   |
| Stavhopp       | 9-13          | Eemeli Salomäki (FIN)                                                      | Mikael Westö (FIN)                                                      | Armand Duplantis (SWE)  | Carl Sténson (SWE)   | David Kappelin (SWE)     | Tomas Wecksten (FIN)     |
| Stavhopp       | 9-13          | 5,32 m                                                                     | 5,32 m                                                                  | 5,17 m                  | 5,17 m               | 5,12 m                   | 5,06 m                   |
| Längdhopp      | 16-6          | Andreas Otterling (SWE)                                                    | Michel Tornéus (SWE)                                                    | Johan Taléus (SWE)      | Henri Väyrynen (FIN) | Eero Haapala (FIN)       | Kristian Pulli (FIN)     |
| Längdhopp      | 16-6          | 7,90 m                                                                     | 7,73 m                                                                  | 7,63 m                  | 7,63 m               | 7,58 m                   | 7,36 m                   |
| Tresteg        | 9-13          | Simo Lipsanen (FIN)                                                        | Tuomas Kaukolahti (FIN)                                                 | Mathias Ström (SWE)     | Erik Ehrlin (SWE)    | Daniel Lennartsson (SWE) | Ville Mylläri (FIN)      |
| Tresteg        | 9-13          | 16,39 m                                                                    | 16,20 m                                                                 | 15,63 m                 | 15,58 m              | 15,21 m                  | 14,91 m                  |
| Kula           | 10-12         | Niklas Arrhenius (SWE)                                                     | Arttu Kangas (FIN)                                                      | Tomas Söderlund (FIN)   | Timo Kööpikkä (FIN)  | Daniel Ståhl (SWE)       | Arwid Koskinen (SWE)     |
| Kula           | 10-12         | 18,89 m                                                                    | 18,71 m                                                                 | 18,55 m                 | 17,53 m              | 17,38 m                  | 17,12 m                  |
| Diskus         | 16-6          | Daniel Ståhl (SWE)                                                         | Axel Härstedt (SWE)                                                     | Niklas Arrhenius (SWE)  | Pyry Niskala (FIN)   | Ville Kivioja (FIN)      | Sami Aartolahti (FIN)    |
| Diskus         | 16-6          | 62,21 m                                                                    | 61,55 m                                                                 | 59,26 m                 | 58,27 m              | 52,92 m                  | 50,32 m                  |
| Slägga         | 6-16          | David Söderberg (FIN)                                                      | Tuomas Seppänen (FIN)                                                   | Joachim Koivu (FIN)     | Oscar Vestlund (SWE) | Stefan Kvist (SWE)       | Mattias Lindberg (SWE)   |
| Slägga         | 6-16          | 76,44 m                                                                    | 73,58 m                                                                 | 70,95 m                 | 69,93 m              | 65,14 m                  | 64,70 m                  |
| Spjut          | 6-16          | Tero Pitkämäki (FIN)                                                       | Ari Mannio (FIN)                                                        | Teemu Wirkkala (FIN)    | Kim Amb (SWE)        | Gabriel Wallin (SWE)     | Jiannis Smalios (SWE)    |
| Spjut          | 6-16          | 84,42 m                                                                    | 82,85 m                                                                 | 82,73 m                 | 80,72 m              | 79,16 m                  | 76,40 m                  |

#### Totalställning[5][6]
|                           | Poäng Sverige-Finland |
| ------------------------- | --------------------- |
| Dag 1 (10 grenar)         | 132 - 73              |
| Slutställning (20 grenar) | 231 - 179             |

### Damer
Totalt 20 grenar avgjordes för damerna.

#### Grenresultat[5][6]
| Gren           | Poäng SWE-FIN | Etta                                                                      | Tvåa                                                                         | Trea                      | Fyra                              | Femma                    | Sexa                    |
| -------------- | ------------- | ------------------------------------------------------------------------- | ---------------------------------------------------------------------------- | ------------------------- | --------------------------------- | ------------------------ | ----------------------- |
| 100 m          | 12-10         | Hanna-Maari Latvala (FIN)                                                 | Elin Östlund (SWE)                                                           | Daniella Busk (SWE)       | Frida Persson (SWE)               | Milja Thureson (FIN)     | Jasmin Showlah (FIN)    |
| 100 m          | 12-10         | 11,72 s                                                                   | 11,83 s                                                                      | 11,85 s                   | 11,86 s                           | 11,93 s                  | 12,19 s                 |
| 200 m          | 9-13          | Hanna-Maari Latvala (FIN)                                                 | Milja Thureson (FIN)                                                         | Frida Persson (SWE)       | Matilda Hellqvist (SWE)           | Gladys Bamane (SWE)      | Anna Julin (FIN)        |
| 200 m          | 9-13          | 23,86 s                                                                   | 24,16 s                                                                      | 24,32 s                   | 24,47 s                           | 24,61 s                  | 25,00 s                 |
| 400 m          | 12-10         | Hilla Uusimäki (FIN)                                                      | Elise Malmberg (SWE)                                                         | Lisa Duffy (SWE)          | Josefin Magnusson (SWE)           | Eveliina Määttänen (FIN) | Jonna Julin (FIN)       |
| 400 m          | 12-10         | 54,67 s                                                                   | 54,71 s                                                                      | 54,89 s                   | 55,61 s                           | 56,06 s                  | 56,27 s                 |
| 800 m          | 12-10         | Lovisa Lindh (SWE)                                                        | Karin Storbacka (FIN)                                                        | Anna Silvander (SWE)      | Zenitha Eriksson (FIN)            | Sara Kuivisto (FIN)      | Yolanda Ngarambe (SWE)  |
| 800 m          | 12-10         | 2.05,19                                                                   | 2.06,59                                                                      | 2.06,72                   | 2.07,27                           | 2.07,32                  | 2.07,33                 |
| 1 500 m        | 12-10         | Abeba Aregawi (SWE)                                                       | Karin Storbacka (FIN)                                                        | Heidi Eriksson (FIN)      | Charlotte Schönbeck (SWE)         | Anna Silvander (SWE)     | Sara Kuivisto (FIN)     |
| 1 500 m        | 12-10         | 4.13,62                                                                   | 4.15,85                                                                      | 4.16,47                   | 4.17,36                           | 4.18,93                  | 4.50,22                 |
| 5 000 m        | 13-9          | Charlotta Fougberg (SWE)                                                  | Klara Bodinson (SWE)                                                         | Johanna Peiponen (FIN)    | Camilla Richardsson (FIN)         | Minna Lamminen (FIN)     | Sara Holmgren (SWE)     |
| 5 000 m        | 13-9          | 15.59,33                                                                  | 16.05,49                                                                     | 16.08,06                  | 16.18,10                          | 16.19,95                 | 16.44,34                |
| 10 000 m       | 8-14          | Johanna Peiponen (FIN)                                                    | Laura Markovaara (FIN)                                                       | Cecilia Norrbom (SWE)     | Therese Olin (SWE)                | Meri Rantanen (FIN)      | Louise Nilsson (SWE)    |
| 10 000 m       | 8-14          | 32.51,04                                                                  | 34.46,63                                                                     | 35.04,12                  | 35.06,43                          | 35.14,93                 | 35.19,54                |
| 100 m häck     | 6-16          | Matilda Bogdanoff (FIN)                                                   | Viivi Avikainen (FIN)                                                        | Reeta Hurske (FIN)        | Malin Skogström (SWE)             | Malin Eriksson (SWE)     | Adriana Janic (SWE)     |
| 100 m häck     | 6-16          | 13,57 s                                                                   | 13,75 s                                                                      | 13,77 s                   | 13,84 s                           | 14,03 s                  | 14,05 s                 |
| 400 m häck     | 10-12         | Elise Malmberg (SWE)                                                      | Venla Paunonen (FIN)                                                         | Anniina Laitinen (FIN)    | Hilla Uusimäki (FIN)              | Sara Bley (SWE)          | Hanna Palmqvist (SWE)   |
| 400 m häck     | 10-12         | 58,28 s                                                                   | 58,54 s                                                                      | 58,87 s                   | 59,09 s                           | 59,45 s                  | 60,72 s                 |
| 3 000 m hinder | 14-8          | Klara Bodinson (SWE)                                                      | Charlotta Fougberg (SWE)                                                     | Camilla Richardsson (FIN) | Alisa Vainio (FIN)                | Carloina Johnson (SWE)   | Saara Nikander (FIN)    |
| 3 000 m hinder | 14-8          | 9.50,37                                                                   | 9.52,94                                                                      | 10.02,61                  | 10.06,63                          | 10.13,69                 | 10.39,18                |
| 4 × 100 m      | 5-2           | Sverige Gladys Bamane Isabelle Eurenius Daniella Busk Elin Östlund        | Finland Milja Thureson Hanna-Maari Latvala Anniina Kortetmaa Jasmine Showlah |                           |                                   |                          |                         |
| 4 × 100 m      | 5-2           | 45,59 s                                                                   | 66,30 s                                                                      |                           |                                   |                          |                         |
| 4 × 400 m      | 0-5           | Finland Kirsi Pekkanen Anniina Laitinen Eveliina Määttänen Hilla Uusimäki | Sverige Lisa Duffy Josefin Magnusson Matilda Hellqvist Lovisa Lindh          |                           |                                   |                          |                         |
| 4 × 400 m      | 0-5           | 3.42,54                                                                   | Diskvalificerade                                                             |                           |                                   |                          |                         |
| Höjdhopp       | 15,50-6,50    | Sofie Skoog (SWE)                                                         | Ebba Jungmark (SWE)                                                          | Laura Rautanen (FIN)      | Erika Kinsey (SWE)                | Sini Lällä (FIN)         | Viivi Voutilainen (FIN) |
| Höjdhopp       | 15,50-6,50    | 1,89 m                                                                    | 1,86 m                                                                       | 1,83 m                    | 1,83 m                            | 1,79 m                   | 1,69 m                  |
| Stavhopp       | 7-14          | Minna Nikkanen (FIN)                                                      | Aino Siitonen (FIN)                                                          | Michaela Meijer (SWE)     | Lisa Gunnarsson (SWE)             | Elina Lampela (FIN)      | Elienor Werner (SWE)    |
| Stavhopp       | 7-14          | 4,46 m                                                                    | 4,15 m                                                                       | 4,06 m                    | 4,06 m                            | 3,92 m                   | X                       |
| Längdhopp      | 14-8          | Khaddi Sagnia (SWE)                                                       | Sanna Nygård (FIN)                                                           | Malin Marmbrandt (SWE)    | Sandra Törnros (SWE)              | Matilda Bogdanoff (FIN)  | Anne-Mari Lehtiö (FIN)  |
| Längdhopp      | 14-8          | 6,55 m                                                                    | 6,37 m                                                                       | 6,34 m                    | 6,28 m                            | 6,26 m                   | 6,01 m                  |
| Tresteg        | 6-16          | Kristiina Mäkelä (FIN)                                                    | Sanna Nygård (FIN)                                                           | Essi Lindgren (FIN)       | Malin Marmbrandt (SWE)            | Madeleine Nilsson (SWE)  | Jasmin Sabir (SWE)      |
| Tresteg        | 6-16          | 13,79 m                                                                   | 13,61 m                                                                      | 13,02 m                   | 12,97 m                           | 12,86 m                  | 12,50 m                 |
| Kula           | 13-9          | Fanny Roos (SWE)                                                          | Frida Åkerström (SWE)                                                        | Johanna Pulkkinen (FIN)   | Suvi Helin (FIN)                  | Sanna Kämäräinen (FIN)   | Maria Nilsson (SWE)     |
| Kula           | 13-9          | 16,60 m                                                                   | 15,18 m                                                                      | 14,95 m                   | 14,68 m                           | 14,60 m                  | 13,06 m                 |
| Diskus         | 8-14          | Sanna Kämäräinen (FIN)                                                    | Sofia Larsson (SWE)                                                          | Tanja Komulainen (FIN)    | Katri Hirvonen (FIN)              | Heidi Schmidt (SWE)      | Fanny Roos (SWE)        |
| Diskus         | 8-14          | 58,26 m                                                                   | 54,44 m                                                                      | 52,28 m                   | 51,84 m                           | 51,41 m                  | 50,81 m                 |
| Slägga         | 11-11         | Tracey Andersson (SWE)                                                    | Inga Linna (FIN)                                                             | Merja Korpela (FIN)       | Eleni Larsson (SWE)               | Jenni Penttilä (FIN)     | Ida Storm (SWE)         |
| Slägga         | 11-11         | 67,87 m                                                                   | 67,84 m                                                                      | 65,37 m                   | 65,34 m                           | 62,83 m                  | 61,51 m                 |
| Spjut          | 6-16          | Heidi Nokelainen (FIN)                                                    | Sanni Utriainen (FIN)                                                        | Oona Sormunen (FIN)       | Elisabeth Höglund (Lithell) (SWE) | Anna Wessman (SWE)       | Malin Andersson (SWE)   |
| Spjut          | 6-16          | 57,71 m                                                                   | 56,72 m                                                                      | 52,90 m                   | 52,02 m                           | 49,71 m                  | 48,98 m                 |

#### Totalställning[5][6]
|                           | Poäng Sverige-Finland |
| ------------------------- | --------------------- |
| Dag 1 (10 grenar)         | 97 - 107              |
| Slutställning (20 grenar) | 193,5 - 213,5         |

## Ungdomskampen[7]

### Pojkar
|                           | Poäng Sverige-Finland |
| ------------------------- | --------------------- |
| Slutställning (19 grenar) | 112 - 87              |

### Flickor
|                           | Poäng Sverige-Finland |
| ------------------------- | --------------------- |
| Slutställning (19 grenar) | 94 - 104              |